# Alessandro Pittin
Alessandro Pittin (n. 11 februarie 1990, Tolmezzo, Friuli-Veneția Giulia, Italia) este un sportiv ce a reprezentat Italia, medaliat olimpic. A participat la 3 ediții ale Jocurilor Olimpice (2006, 2010, 2014) în care a câștigat o medalie de bronz.